# Amenmose (figlio di Thutmose I)
Amenmose (1516/1515 a.C. circa – ante 1493 a.C.) è stato un principe egizio della XVIII dinastia.

## Biografia
Fu il figlio più anziano e l'erede designato del faraone Thutmose I (ca. 1506 - 1493 a.C.; dibattuto), e nacque ancora prima che il questi fosse incoronato faraone. Premorì al padre. Il suo nome significa "Nato da Amon". Aveva un fratello di nome Uadjmose; l'identità della loro madre è dibattuta. Se figli della regina Ahmose, sarebbero stati pienamente fratelli di Hatshepsut (ca. 1479 - 1458 a.C.) e Nefrubiti. D'altronde, potrebbe essere stato figlio della regina Mutnofret e quindi fratello di Thutmose II (ca. 1493 - 1479 a.C.). 
Amenmose fu raffigurato nella tomba del precettore suo e del fratello, di nome Paheri, a El-Kab. Si conosce un frammento del piccolo naos di Amenmose in pietra, datato al 4º anno di regno di Thutmose I. Il nome di Amenmose è stato individuato anche inscritto all'interno di un cartiglio, usualmente riservato ai soli faraoni e alle loro mogli principali.
Fu il primo principe della storia egizia a rivecere un titolo militare ("Grande Ispettore dei Soldati"), che sottolinea il grado di generali di cui erano investiti il faraone e il principe. Tale titolo aveva fatto la sua comparsa durante il Medio Regno e, negli anni successivi alle XVIII dinastia, molti principi ramessidi ne furono investiti.